# Langeskov
Langeskov är en tätort i Kerteminde kommun i Region Syddanmark i Danmark. Tätorten har 4 363 invånare (2024). Den ligger på Fyn, cirka 11,5 kilometer sydväst om Kerteminde. Langeskov var centralort i Langeskovs kommun fram till kommunreformen 2007.